# Ramsele
Ramsele – miejscowość (tätort) w Szwecji w gminie Sollefteå w regionie Västernorrland. Około 964 mieszkańców.